# Phasia secutrix
Phasia secutrix là một loài ruồi trong họ Tachinidae.